# 타주딘 아흐마드
타주딘 아흐마드(벵골어: তাজউদ্দীন আহমদ, 1925년 7월 23일 ~ 1975년 11월 3일)는 벵골 정치인이자 자유 투사였다. 방글라데시의 초대 총리로 1971년 방글라데시 독립 전쟁 당시 전시 임시정부를 이끌었다. 타주딘은 1971년 임시정부의 지도력으로 벵골 민족주의의 다양한 정치, 군사, 문화세력을 결집한 덕분에 방글라데시 탄생에 가장 영향력 있고 중요한 인물 중 한 명으로 평가받고 있다.
타주딘은 파키스탄의 민주화 세속주의 운동가들을 이끄는 다카의 1세대 중 한 명이었다. 단명 주보 연맹의 일원으로서 1952년 언어 운동에 적극적으로 참여하였다. 그는 가까운 교포로서 1960년대 후반에 셰이크 무지부르 라흐만이 아와미 연맹을 세속적인 정당으로 부활시키는 것을 도왔다. 아와미 연맹 총서기로서 1960년대 후반과 1970년대 초의 격동기에 당을 조직하였다. 일부 초기 소식통에 영감을 받아, 그는 결국 방글라데시의 탄생을 이끌어낼 역사적인 6개 포인트의 초안을 작성했다.
타주딘은 1970년 파키스탄 총선을 위해 아와미 리그의 선거 운동을 조정했는데, 아와미 리그는 역사적인 의회 다수를 얻어 정부를 구성했다. 타주딘은 무집, 카말 호세인 등과 함께 야히아 칸 대통령, 줄피카르 알리 부토와 함께 선출된 국민의회로의 권력 이양을 위한 협상을 주도했다.

## 암살
군대의 소규모 분대는 1975년 8월 15일 셰이크 무지부르 라흐만 대통령과 그의 가족을 살해했다. 당시 셰이크 무집 내각에 취임해 음모에 가담했던 콘다커 모스타크 아마드 전 대통령은 곧바로 대통령직에 올라 계엄령을 내렸다.
타주딘 아흐마드는 쿠데타 세력에 의해 억류되었다가 살해되었다.